# Bahamonde Point
Der Bahamonde Point (spanisch Punta Teniente Bahamonde) ist eine Landspitze an der Westküste des Grahamlands im Norden der Antarktischen Halbinsel. Sie markiert das westliche Ende der Schmidt-Halbinsel auf der Trinity-Halbinsel.
Die Landspitze wurde von Teilnehmern der Zweiten Chilenischen Antarktisexpedition (1947–1948) kartiert und nach Leutnant Arturo Bahamonde Calderón (1916–2004) benannt, einem Ingenieur bei dieser Forschungsreise. Das UK Antarctic Place-Names Committee übertrug am 15. Dezember 1982 die spanische Benennung ins Englische.